# Loveseat

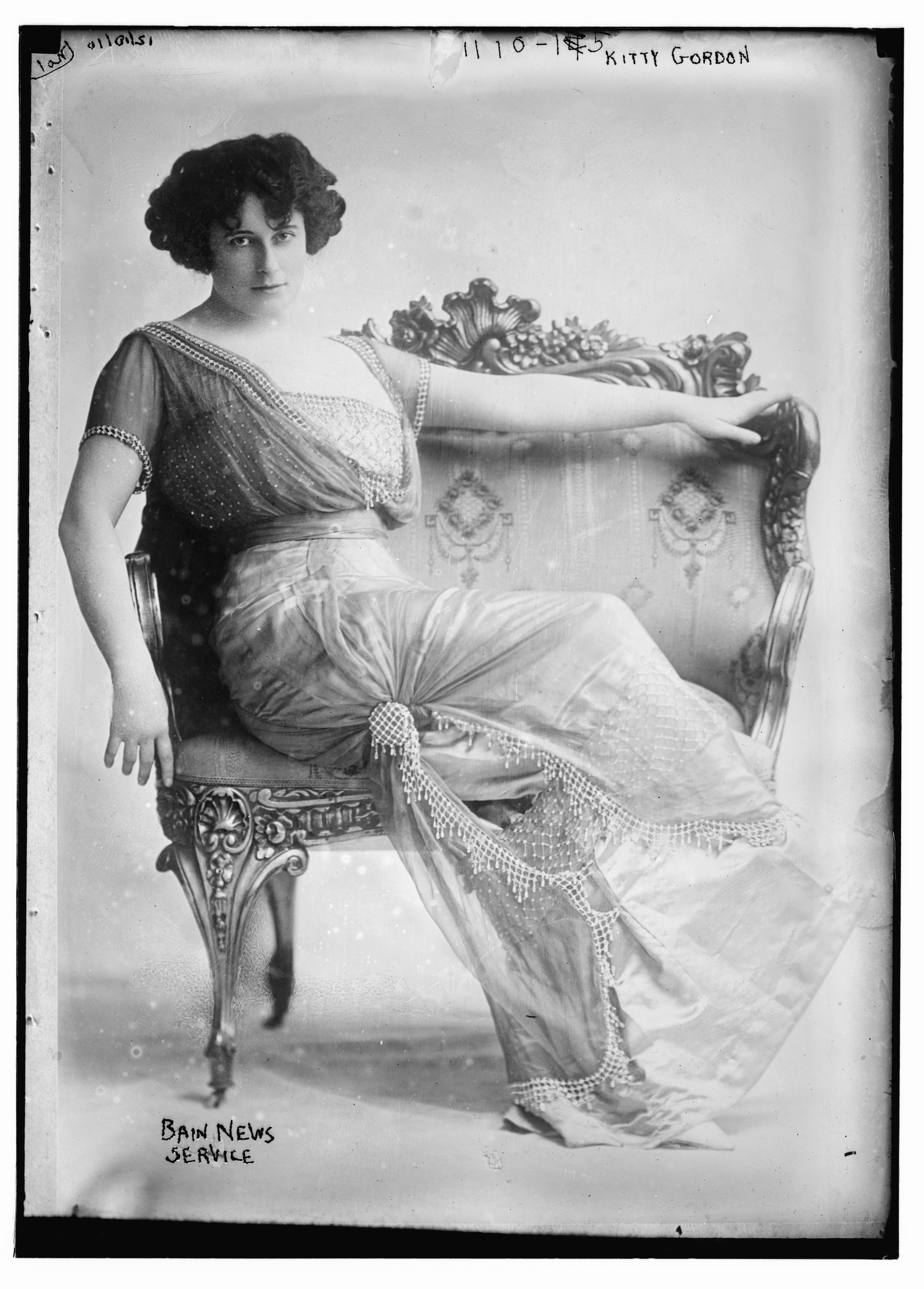
Die Stummfilmschauspielerin Kitty Gordon (1878–1974) in einem loveseat

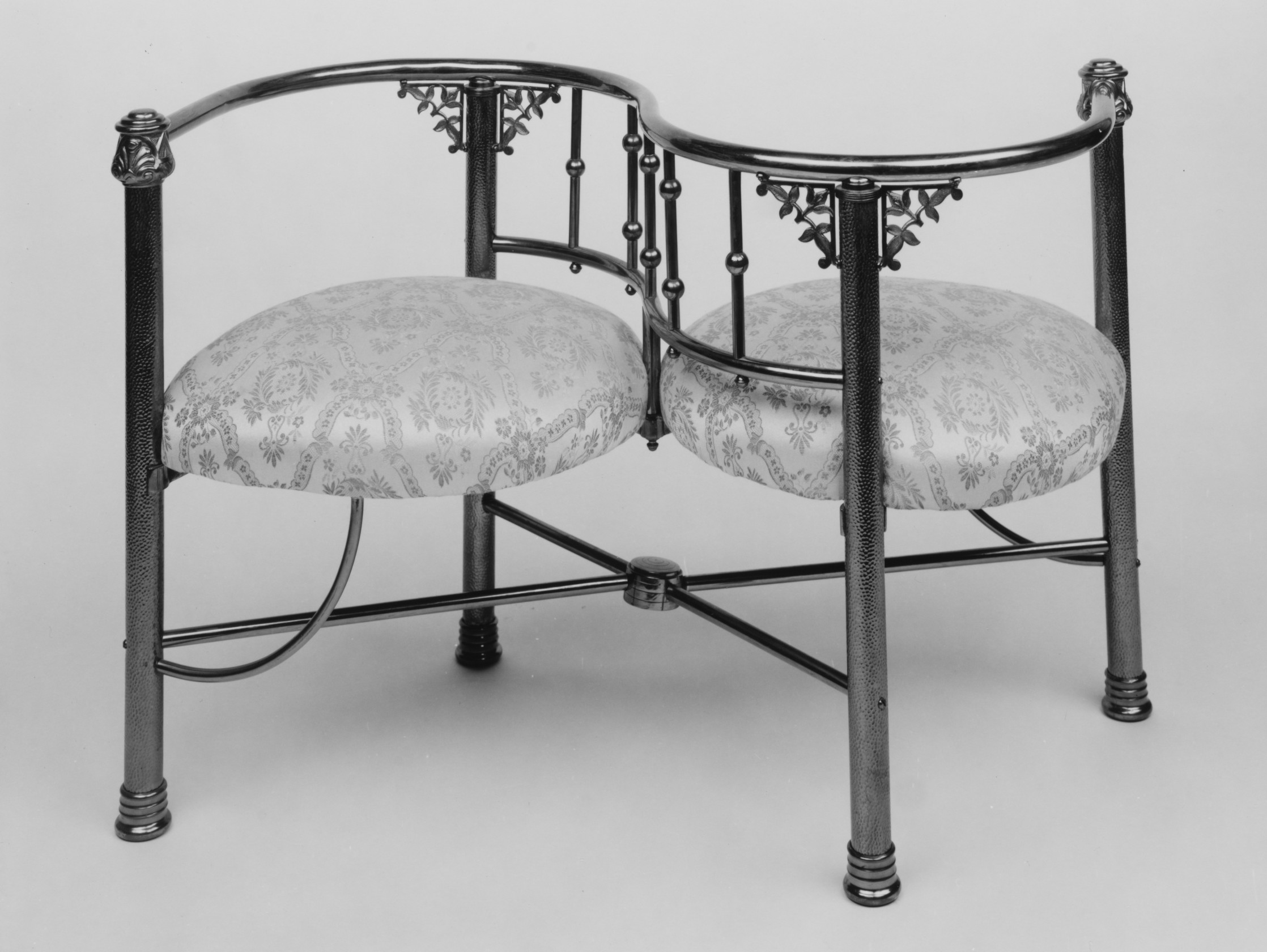
Tête-à-tête im MET (um 1887)

Loveseat wird ein gepolstertes Sofa für zwei Personen genannt, das erstmals in der Zeit Ludwigs XIV. in Frankreich und in der Zeit von Königin Anne in England populär wurde. Der Doppelsitz wird auch courting chair (Hofierstuhl) genannt und ist der Vorläufer des gepolsterten Loveseats. Der courting chair im Königin-Anne-Design wies eine „offene“ Rückenlehnen auf, sodass es aussah wie zwei Stühle mit einer einzigen Sitzfläche.
Zwischen 1840 und 1900 erfreuten sich die breiten Einzelsessel, für zwei Personen Platz bietenden Love seats weiterhin an Beliebtheit. Sie wurden gelegentlich Causeuse (Plaudersitz) genannt, obwohl dieser Begriff auch für zwei gegenständig zusammengefügte Sessel verwendet wurde, auf denen zwei Personen nebeneinander und zugleich sich gegenüber sitzen konnten (tête-à-tête). All diese Sitzmöbeln zeichnen sich durch eine aufwendige Polsterung aus, bei denen das Gestell gerade noch an den Beinen sichtbar ist, Stoffe passend kombiniert zu reichen Vorhangdraperien und Stofftapeten in den wohlhabenden Häusern.